# Estació del Puig
L'Estació del Puig, és una estació de ferrocarril situada a l'oest del municipi del Puig. Situada entre l'estació de Massalfassar i l'estació de Puçol, s'hi aturen tots els combois de la línia C-6 de la xarxa de Rodalies Renfe de València direcció Sagunt i direcció València-Nord excepte els Civis.
L'estació es troba a la línia del Corredor Mediterrani, per la qual cosa passen molts trens de llarg recorregut sense parar.
L'estació està situada en un modern edifici disposant d'aparcament, sala d'espera i venda de bitllets.
| Rodalies València de Renfe |              |       |       |                        |
| Procedència/Destinació     | <            | Línia | >     | Procedència/Destinació |
| València-Nord              | Massalfassar | C-6   | Puçol | Castelló de la Plana   |